# Kościół św. Kazimierza Królewicza w Radziejowicach
Kościół świętego Kazimierza Królewicza – rzymskokatolicki kościół parafialny należący do parafii pod tym samym wezwaniem (dekanat Mszczonów diecezji łowickiej).
Kościół uważany jest za arcydzieło mazowieckiego klasycyzmu. Ufundowany został przez hrabiów Kazimierza i Annę oraz Józefa Krasińskich. Świątynia została zbudowana w latach 1820-1822 według projektu Jakuba Kubickiego – nadwornego architekta króla Stanisława Augusta Poniatowskiego. Kościół posiada oryginalną, ośmioboczną bryłę porównywalną z bazyliką św. Piotra w Rzymie. Budowla jest murowana, wzniesiona z cegły, otynkowana, posiada drewniane okapy, belkowanie i plinty, składa się z jednej nawy, wybudowana została na planie krzyża greckiego przesklepionego kopułą. Jej konstrukcja jest dziełem majstra Karola Lika. W dwóch ryzalitach są umieszczone kruchta i prezbiterium. Bardzo bogate jest wnętrze świątyni, które jest ozdobione barokowo-klasycystycznymi, polichromowanymi ołtarzami. Warto zwrócić uwagę na ołtarz główny z dużą figurą Chrystusa Ukrzyżowanego, z licznymi wotami umieszczonymi wokół krucyfiksu. Interesujące są również ołtarze boczne, ozdobione iluzjonistycznymi malowidłami dedykowanymi Matce Bożej i Najświętszemu Sercu Jezusa. Poniżej wyraźnie wyodrębnionych kolumienek znajdują się herby fundatorów budowli: Ślepowron – Krasińskich oraz Topór – Ossolińskich. Przyjmuje się, że same ołtarze mogą być starsze od świątyni i zapewne pochodzą z poprzedniego drewnianego kościoła. Budowla posiada również zdobioną ambonę, chrzcielnicę, liczne obrazy religijne, epitafia i ozdobne żyrandole. Cenne są organy, które wykonał w 1822 roku Rafał Ostrowski. Słynna śpiewaczka operowa Teresa Żylis-Gara zorganizowała koncerty i aukcje, z których pieniądze zostały przeznaczone na remont instrumentu w 2006 roku.